# Niccolo II. Gattilusio
Niccolo II. Gattilusio (auch Niccolo Gattilusio) (* vermutlich nach 1415; † 1462) war von 1458 bis 1462 der letzte Archon (Regent bzw. Herr) von Lesbos.
Er entstammte der angesehenen genuesischen Patrizierfamilie Gattilusio und war der jüngere Sohn des Archon Dorino I. Gattilusio von Lesbos und dessen Frau Orietta Doria.
Nach dem Tod seines Vaters am 30. Juni 1455 trat sein älterer Bruder Domenico dessen Nachfolge als Archon von Lesbos an. Niccolo wurde von seinem Bruder zunächst als Statthalter von Lesbos, später von Lemnos eingesetzt. Seine selbstherrliche und tyrannische Herrschaft führte dazu, dass sich die Einwohner von Lemnos beim osmanischen Sultan Mehmed II., zu dessen Einflusssphäre die Besitzungen der Gattilusio nach dem Ende des Byzantinischen Reiches im Jahre 1453 zählten, beschwerten und vom Sultan die Einsetzung eines osmanischen Statthalters forderten. Es kam schließlich zum Aufstand der Inselbewohner gegen Niccolo II. und in dessen Folge zur Besetzung von Lemnos durch osmanische Truppen. Niccolo II. flüchtete zu seinem Bruder Domenico nach Lesbos. 
Unter dem Vorwand, die drohende Übergabe von Lesbos an die Osmanen durch seinen Bruder verhindern zu wollen, setzte der machtgierige Niccolo II. seinen Bruder Domenico Ende 1458 ab und erklärte sich selbst zum Archon von Lesbos. Er ließ Domenico in den Kerker werfen und schließlich erdrosseln.
Obwohl sein Bruder Domenico 1455 gegenüber dem Sultan für die Herrschaft Lesbos die Verpflichtung eingegangen war, das Piratenunwesen an der kleinasiatischen Küste gegenüber den Gattilusio’schen Inseln zu bekämpfen, unterstützte Niccolo II. die Piraten nach seiner Übernahme der Herrschaft. Er gewährte ihnen gegen Anteile aus der Beute Zuflucht in seinen Häfen und beteiligte sich am Handel mit den von den Piraten gefangenen Sklaven, die zunächst nach Lesbos verschleppt wurden.
Die Ermordung von Domenico und die Unterstützung der Piraten durch Niccolo II. nahm Sultan Mehmed II. schließlich zum Anlass, militärisch gegen Niccolo II. auf Lesbos vorzugehen. 1462 landeten osmanische Truppen unter Mahmud Pascha auf Lesbos und verwüsteten die Insel, ohne dass es ihnen gelang, Niccolo II. zur Kapitulation zu bewegen. Dieser vertraute auf die Stärke seiner Befestigungen und schließlich wurde er mit mehreren tausend Soldaten und Zivilisten in seiner Hauptstadt Mytilene eingeschlossen. Nach 27-tägiger Belagerung durch die Osmanen, die durch Verrat auch strategische Vorteile hatten, ergab sich Niccolo II. schließlich unter der Bedingung, dass er vom Sultan als Ersatz für seine verloren gehenden Besitzungen eine neue Herrschaft bekäme. Sultan Mehmed II. ging, wohl zum Schein, auf die Forderung ein und Niccolo II. Gattilusio übergab die Herrschaft Lesbos dem osmanischen Sultan. Damit endete nach 107 Jahren die Herrschaft der Gattilusio über Lesbos.
Niccolo II., seine Familie und mehrere hundert Inselbewohner mussten die Insel verlassen. 1462 traf er in Stambul (heute Istanbul, ehemals Konstantinopel) ein. Mehrere hundert junge Menschen wurden zum Dienst am osmanischen Hof gezwungen, Niccolos Schwester Maria kam auf Befehl des Sultans in den Harem, ihr Sohn wurde Page im Serail. Niccolos  Hoffnungen auf eine neue Herrschaft von Gnaden des Sultans erfüllten sich nicht. Er trat zum Islam über und ließ sich sogar beschneiden. Zunächst wurde sein ihn begleitender Vetter Luchino Gattilusio unter der Beschuldigung, an den Verbrechen Niccolos beteiligt gewesen zu sein, verhaftet und hingerichtet. Entsprechend der osmanischen Regel, unterlegene Fürsten möglichst unschädlich zu machen, wurde Niccolo II. Gattilusio Ende 1462 auf Befehl des Sultans nach osmanischer Tradition am Hof mit einer Bogenschnur erdrosselt. 
| Vorgänger           | Amt                         | Nachfolger |
| ------------------- | --------------------------- | ---------- |
| Domenico Gattilusio | Archon von Lesbos 1458–1462 | —          |

| Personendaten    | Personendaten             |
| ---------------- | ------------------------- |
| NAME             | Gattilusio, Niccolo II.   |
| ALTERNATIVNAMEN  | Gattilusio, Niccolo       |
| KURZBESCHREIBUNG | letzter Archon von Lesbos |
| GEBURTSDATUM     | nach 1415                 |
| STERBEDATUM      | 1462                      |